# Kliment Bojadžijev
Kliment Bojadžijev (bolgarsko Климент Бояджиев), bolgarski general, * 1861, † 1933.